# Bei Yan
En aquest nom xinès, el cognom és Bei.
Bei Yan va ser un general militar servint sota el senyor de la guerra Gongsun Yuan durant el període dels Tres Regnes de la història xinesa.
Durant la campanya Liaodong contra Gongsun Yuan de l'estat de Cao Wei, Bei va dirigir les tropes de Gongsun contra Sima Yi però finalment va perdre. Després de la derrota es va retirar, reorganitzaria una vegada més les seves forces i intentà un segon atac per ordre Gongsun Yuan de lluitar fins a la mort, però després de diverses escaramusses, va ser derrotat i presumiblement mort.

## En la ficció
En la novel·la històrica del Romanç dels Tres Regnes de Luo Guanzhong, Bei és mort pel general de Cao Wei Xiahou Ba en aquesta batalla.